# Staurodesmus corniculatum
Staurodesmus corniculatum  là một loài Song tinh tảo trong họ Desmidiaceae, thuộc chi Staurodesmus.